# Капени
Культура Капени — археологическая культура, существовавшая в Африке на территории Малави. Названа по одноименному памятнику. Существовала в период 800—1100 гг. н. э. Известна главным образом по своей керамике.
В ряде случаев находки данной культуры встречаются в тех же местах, что и находки культуры Нкопе, с которой она частично сосуществовала во времени и которую со временем сменила. Памятники данной культуры встречаются главным образом на берегах реки Шире, реже в горных регионах. Её современницей была культура Лонгве.